# バラ色の選択
『バラ色の選択』（原題：For Love or Money）は、1993年に公開されたアメリカの映画。マイケル・J・フォックスとガブリエル・アンウォーが織り成すラブ・コメディ。

## ストーリー
ダグ（マイケル・J・フォックス）はニューヨークの一流ホテルの優秀なコンシェルジュ（接客係）。彼の夢は将来自分のホテルを経営すること。そのための設計図も作成し建設予定地の権利書も取得済み。最後の問題であるスポンサー探しに奔走する中、イギリス人実業家クリスチャン（アンソニー・ヒギンズ）が興味を示す。クリスチャンには愛人のアンディ（ガブリエル・アンウォー）がおりダグに彼女の世話を頼む。が、アンディはダグが思いを寄せる女性であった。複雑な関係のもとダグは彼女のことを愛しつつも夢のためと割り切りアンディとクリスチャンの仲を取り持つため奔走する。次第に惹かれあうダグとアンディ、果たしてダグは夢をとるのか愛をとるのか。

## キャスト
※括弧内は日本語吹替
- ダグ・アイアランド - マイケル・J・フォックス（関俊彦）
- アンディ・ハート - ガブリエル・アンウォー（冨永みーな）
- クリスチャン・ハノーヴァー - アンソニー・ヒギンズ（富山敬）
- ハリー・ウェグマン - マイケル・タッカー（嶋俊介）
- エド・ドリンクウォーター - ボブ・バラバン（沢木郁也）
- ジュリアン・ラッセル - アイザック・ミスラヒ（曽我部和恭）
- ゲイリー・タウビン - パトリック・ブリーン（梅津秀行）
- ヒンメルマン - ウド・キア（塚田正昭）
- ジーン・サルヴァトーレ - ダン・ヘダヤ（糸博）
- ミルトン・グリックマン - フィヴァッシュ・フィンケル（上田敏也）

## スタッフ
- 監督：バリー・ソネンフェルド
- 製作総指揮：デヴィッド・T・フレンドリー
- 製作：ブライアン・グレイザー
- 脚本：マーク・ローゼンタール、ローレンス・コナー
- 音楽：ブルース・ブロートン
- 撮影：オリヴァー・ウッド